# داتورة صفراوية

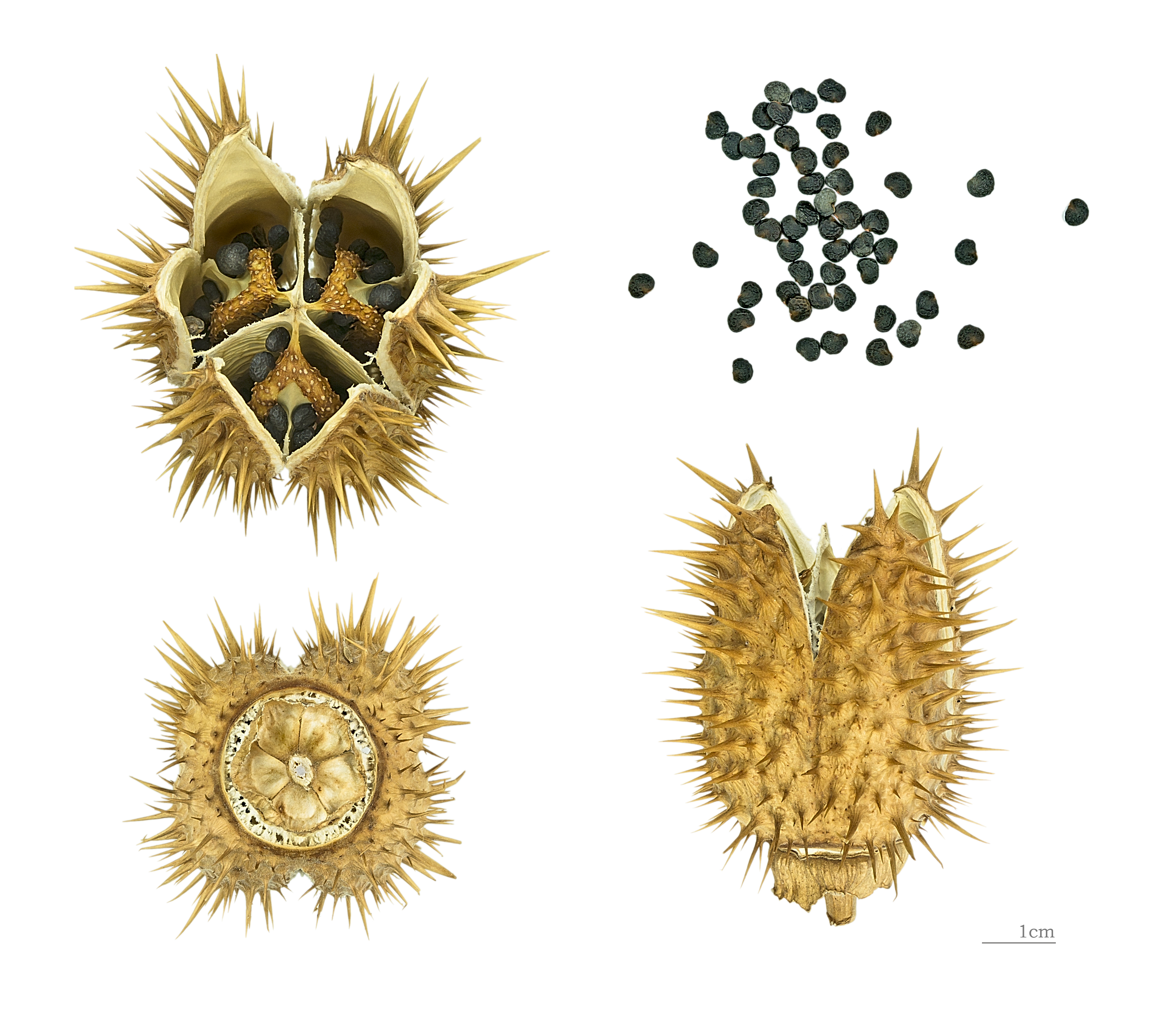
Datura stramonium

الداتورة الصفراوية أو داتورة شائكةأو طاطورة أو نفير  أو داتورة أو فدة أو ثغير أو بنج طاطورة أو ونج (الاسم العلمي: Datura stramonium) أو «الكُوخْرَة» نوع نباتي يتبع جنس الداتورة من الفصيلة الباذنجانية.

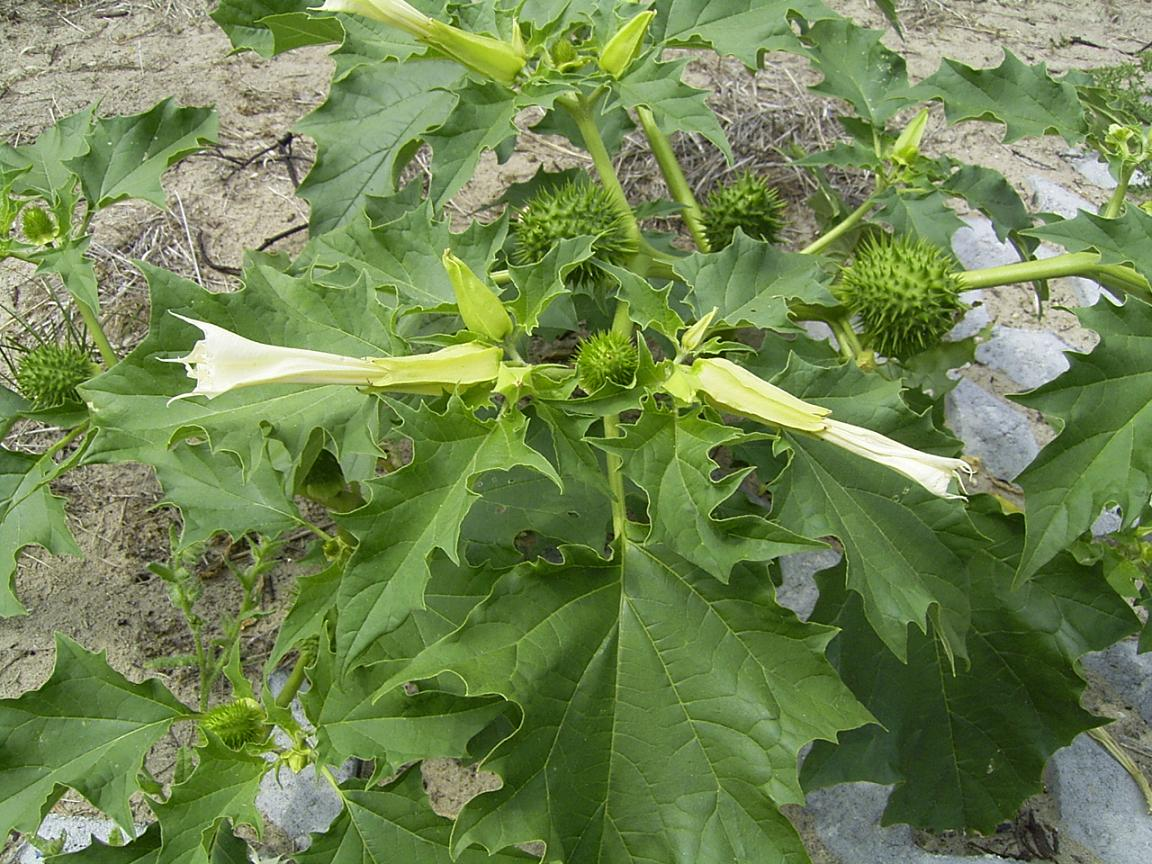
أوراق الداتورا الصفراوية